# Benedikt Banga

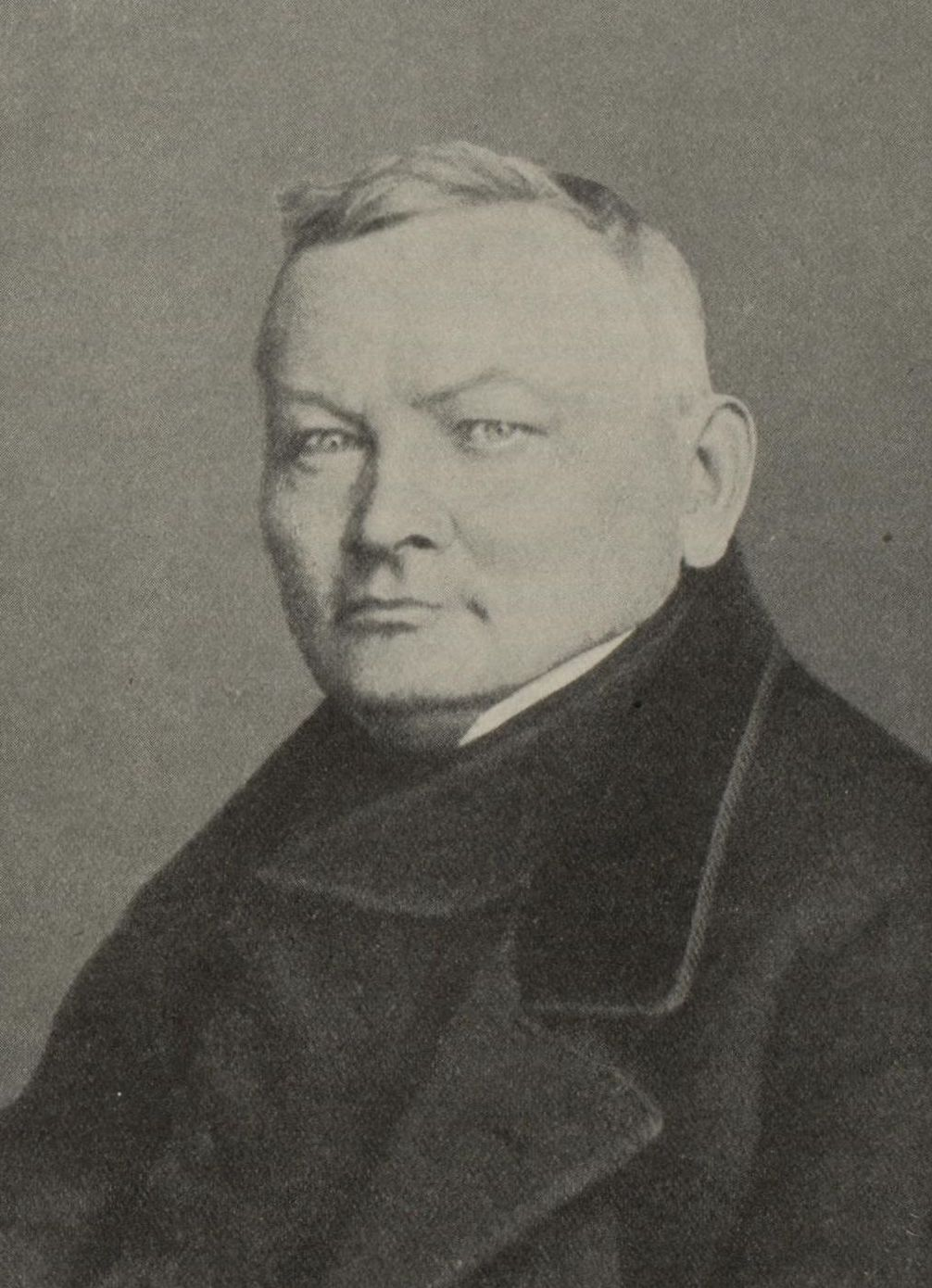
Benedikt Banga

Benedikt Banga (* 17. April 1802 in Basel; † 5. Juli 1865 in Liestal) war ein Schweizer Politiker.

## Leben
Banga besuchte die Schule in Basel, anschliessend 1811–1814 bei den Herrnhutern in Neuwied. Darauf absolvierte eine kaufmännische Lehre in Basel, und zwar, seinen künstlerischen Neigungen folgend, in der Kunsthandlung von Peter Birmann. Nach Aufenthalten in Neuenburg und Genf wurde er Zeichenlehrer in Zofingen.
Als «Revoluzzer» solidarisierte sich Banga in der Basler Kantonstrennung mit der Landschaft. Da er der Schule fernblieb, wurde er im August 1831 in Zofingen entlassen. Im neu entstehenden Kanton Basel Landschaft beteiligte er sich aktiv am Geschehen. Er beschaffte 1832 im Auftrag der Regierung eine Druckereieinrichtung und wurde Redaktor der ersten Zeitung im Kanton („Der unerschrockene Rauracher“, heute Basellandschaftliche Zeitung). 1832 wurde er zweiter, 1838–1844 erster Landschreiber. 1845–1863 leitete er als Regierungsrat die Erziehungsdirektion, 1848 und 1850 war er zudem Regierungspräsident. Nach der Abwahl bis zu seinem Tod amtete er wieder als erster Landschreiber.
Benedikt Banga erwarb sich um Gesellschaft, Bildung und Wissenschaft grosse Verdienste: Er verfocht das System dezentraler Bezirksschulen statt einer einzigen Kantonsschule in Liestal, er vereinigte die staatlichen Akten an einem Ort und begründete so das Staatsarchiv, und er war eine treibende Kraft bei der Gründung des «Naturaliencabinetts» (jetzt Museum.BL), eines botanischen Gartens und der Kantonsbibliothek Baselland. 1848 wurde er Präsident des neu gegründeten Armenerziehungsvereins, welcher sich um die sozial Benachteiligten kümmerte. In Münchenstein, wo er am 26. März 1832 zusammen mit Emil Remigius Frey (dem Vater von Emil Frey) das Ehrenbürgerrecht erhielt, ist die Benedikt-Banga-Strasse nach ihm benannt.